# 宝马古城
宝马古城，位于中国吉林省安图县二道白河镇，为一个省级文物保护单位，类型为古遗址，公布时间为2007年5月31日。该文物保护单位由安图县文物管理所管理。

## 描述
古城位於二道白河镇西北4公里处，四周是丘陵。城南地势逐低，宝马河在城南500多米处由西向东注入二道白河。城平面呈长方形，东墙长126米、西墙长132米，南墙长103米，北墙长104米，周长465米，方向190°。城垣、城基以石块垒砌，上部土夯。北墙保持较好，宽4米，高1.2米。
城内有从北向南依次排列的３个土台，最北部的距北墙14米。土台面积东西长22米、南北宽20米、高1至2米，南部土台最高，土台和土台间相距10米。土台上及其周围散布很多瓦片，南部土台上有露出地面的础石4块。土台屬兴州府的建筑址。

## 歷史
古城原來為渤海國的興州城，位於通往長安的「朝貢道」之上，也是中京显德府所辖的兴州治所，是渤海国六十二州之一。辽金時期仍然是地区性政治、军事、经济、文化中心。